# Ficus rubra
Ne doit pas être confondu avec Ficus rubra Bl., Ficus rubra Roth. ou Ficus rubra var. sechellensis Baker.
Espèce
Synonymes
Classification APG III (2009)
Ficus rubra est une espèce de plante de la famille des Moracées. On la rencontre dans le sud-ouest de l'océan Indien aux Seychelles et aux Mascareignes.